# Dinon von Kolophon
Dinon (griechisch Δίνων Dínōn; * ca. 360 v. Chr. in Kolophon, Kleinasien; † ca. 330 v. Chr.) war ein antiker griechischer Geschichtsschreiber. Dinons ungefähre Lebensdaten sind von einer Stelle in seinem Werk abgeleitet, die von der Rückeroberung Ägyptens durch Artaxerxes III. handelt, die 343/342 v. Chr. stattfand.

## Werk
Dinon verfasste in Anlehnung an die Persika des Ktesias von Knidos eine Geschichte Persiens, vor allem des Achämenidenreichs, von der sagenhaften Frühzeit bis Artaxerxes III. Es war, nach den dreißig überlieferten Fragmenten zu urteilen, wahrscheinlich nach dem Vorbild von Ktesias’ Persika, die etwa 398/397 v. Chr. enden, in drei Teile (Assyriaka, Medika, Persika) gegliedert und als deren Fortsetzung konzipiert. 
Aus den Fragmenten lassen sich unter anderem folgende Themen erschließen: Zarathustra; eine Genealogie Kambyses’ II.; Beschreibung eines Brauchs an Xerxes’ I. königlicher Tafel; der Inhalt einer angeblichen Sicherheitsgarantie, die Themistokles angeblich von Xerxes erhalten habe (korrekt wäre Artaxerxes I.); eine stark lückenhafte Genealogie einer Schwester von Großkönig Artaxerxes I.; persische Umgangsformen.  
Die Fragmente zeigen, dass der Text wohl für ein Publikum mit einem gewissen Sinn für Geschichten mit märchenhaften, außergewöhnlichen und/oder erotischen Elementen konzipiert wurde.

## Rezeption
Dinons Sohn war der Alexanderhistoriker Kleitarchos, der das Werk seines Vaters vermutlich selbst benutzt hat.
Der römische Biograph Cornelius Nepos betrachtete Dinon als eine verlässliche Quelle zur persischen Geschichte. Auch Plutarch hat das Werk offenbar benutzt: Er nennt Dinon mehrmals direkt als Quelle in seiner Vita des Großkönigs Artaxerxes II.

## Ausgaben und Übersetzungen
- Die Fragmente der griechischen Historiker Nr. 690 bzw. Brill’s New Jacoby Nr. 690 (mit englischer Übersetzung und Kommentar)
- Dominique Lenfant (Hrsg.): Les „Histoires perses“ de Dinon et d’Héraclide (= Persika. 13). Fragments édités, traduits et commentés. De Boccard, Paris 2009, ISBN 978-2-7018-0255-8.